# Овосо (Мичиген)
Овосо (енгл. Owosso) град је у америчкој савезној држави Мичиген. По попису становништва из 2010. у њему је живело 15.194 становника.

## Демографија
Према попису становништва из 2010. у граду је живело 15.194 становника, што је 519 (3,3%) становника мање него 2000. године.
| Група             | 2000.          | 2010.          |
| Белци             | 14.944 (95,1%) | 14.151 (93,1%) |
| Афроамериканци    | 27 (0,2%)      | 117 (0,8%)     |
| Азијати           | 59 (0,4%)      | 47 (0,3%)      |
| Хиспаноамериканци | 465 (3,0%)     | 592 (3,9%)     |
| Укупно            | 15.713         | 15.194         |